# Marguerite de la Mère de Dieu
Margarete van Noot est une carmélite déchaussée, d'origine néerlandaise. Sous le nom de Marguerite de la Mère de Dieu, cette religieuse mystique appartient à l'histoire des origines du carmel thérésien de Bruxelles (Belgique).

## Biographie
Margarete van Noot est née à Farmsum (Pays-Bas), village de la province de Groningue, qui dépendait de la seigneurie de Ripperda, proche de Delfzijl, dans les Provinces-Unies. Ses parents sont Sébastien Vannoct (ou van Noort), originaire du Brabant, et Gerturde Bernates. Le 8 décembre 1607, elle entre au carmel déchaussé de Bruxelles, dans les Pays-Bas espagnols, en qualité de sœur converse, sous le nom de Marguerite de la Mère de Dieu. Ce monastère venait d'être fondé, le 25 janvier de la même année, par Anne de Jésus, sur les instances de l'infante Isabelle, gouvernante des Pays-Bas du Sud. S'étant mise sous la direction spirituelle de la fondatrice, naguère compagne de Thérèse d'Avila, elle se distingue par son fervent esprit de pénitence, d'oraison et de charité. On lui prête même des prophéties et des miracles. Elle est morte en odeur de sainteté, dans le cloître bruxellois, le 11 mars 1646.

## Postérité
Sur ordre de son premier confesseur, le carme déchaux Gratien de la Croix, Marguerite compose son autobiographie en néerlandais. Il s'agit de deux volumes manuscrits, respectivement intitulés L'Histoire de sa vie et De l'oraison, de la contemplation et des faveurs, dont Dieu l'avait gratifiée. Ces écrits sont traduits en français par le deuxième confesseur de la religieuse, Jean-Chrysostome de Saint-Matthieu, sous le titre suivant : La vie de la sœur Marguerite de la Mère de Dieu, Carmélite converse de Bruxelles. Au XVIIIe siècle, le manuscrit de cette traduction était conservé chez les carmes déchaux de Bruxelles.